# Wellington (wijndistrict)
Wellington is een wijndistrict in Zuid-Afrika, genoemd naar de stad Wellington. Het behoort tot de wijnregio Coastal Region in de West-Kaap.
Dit district bestaat pas sinds 2011. Daarvoor was het een ward van Paarl, dat er ten zuiden en zuidwesten van ligt. Aan de noordwestkant wordt het begrensd door Swartland en aan de noordoost- respectievelijk oostkant door Tulbagh en Breedekloof.
Naast wijnbouw wordt in dit gebied ongeveer 90% van alle wijnstokken van Zuid-Afrika opgekweekt.